# Izquierda Unida (Argentina, 1987-1991)
Izquierda Unida fue una coalición política de izquierda de la Argentina que existió entre 1987 y 1991.
Sus orígenes se remontan al año 1987, cuando el FRAL (Frente Amplio de Liberación) y el Movimiento al Socialismo (MAS) se unieron para presentar una lista unificada de cara a las elecciones presidenciales y legislativas de 1989, con la intención de unir a todo el campo político de izquierda. Dicha alianza logró 400.000 votos a nivel nacional, logrando una banca de diputado en el Congreso Nacional, que fue ocupada por Luis Zamora.
Se disgregó en 1991.

## Elecciones

### Elecciones presidenciales
| Año  | Fórmula        | Fórmula        | Voto popular | Voto popular | Voto electoral | Voto electoral | Resultado | Nota |
| Año  | Presidente     | Vicepresidente | votos        | %            | votos          | %              | Resultado | Nota |
| ---- | -------------- | -------------- | ------------ | ------------ | -------------- | -------------- | --------- | ---- |
| 1989 | Néstor Vicente | Luis Zamora    | 409.250      | 2,24         | 1              | 0,17           | No electo |      |

### Elecciones al congreso
| Año  | Votos   | %     | Diputados | Senadores | Nota        |
| ---- | ------- | ----- | --------- | --------- | ----------- |
| 1989 | 580.944 | 3,40% | 1/254     | 0/46      | Luis Zamora |